# 芒特卡梅爾 (印地安納州華盛頓縣)
芒特卡梅爾（英語：Mount Carmel）是位於美國印地安納州華盛頓縣的一個非建制地區。

## 地理
芒特卡梅爾所處的海拔為高於海平面217米（即712英呎），而該地所採用的時區為UTC-5，即北美東部時區（EST）。同時該地設有夏令時間，為UTC-5調快一小時，即UTC-4（EDT）。